# Ponte Serrada
Ponte Serrada är en kommun i Brasilien.   Den ligger i delstaten Santa Catarina, i den södra delen av landet, 1 300 km söder om huvudstaden Brasília. Antalet invånare är 11 031.
I omgivningarna runt Ponte Serrada växer huvudsakligen savannskog. Runt Ponte Serrada är det ganska glesbefolkat, med 22 invånare per kvadratkilometer.